# Ost-Georg Waldenheim
Ost-Georg Waldenheim ist ein ehemaliger deutscher Basketballspieler.

## Werdegang
1988 gewann Waldenheim mit der Mannschaft der HSG Technische Hochschule Magdeburg die erste DDR-Meisterschaft der Vereinsgeschichte. 1989 wurden die Magdeburger erneut Meister. Waldenheim war DDR-Basketballnationalspieler, er wurde in neun Länderspielen zum Einsatz gebracht.